# Ruská
Ruská este o comună slovacă, aflată în districtul Michalovce din regiunea Košice. Localitatea se află la altitudinea de 103 m deasupra n.m., se întinde pe o suprafață de 11,9 km2 și în 2017 număra 608 locuitori.

## Istoric
Localitatea Ruská este atestată documentar din 1195.

## Demografie
| An:                | 1994 | 2004   | 2014   | 2024   |
| ------------------ | ---- | ------ | ------ | ------ |
| Număr de persoane: | 575  | 590    | 609    | 615    |
| Diferență:         |      | +2,60% | +3,22% | +0,98% |

| An:                | 2023 | 2024   |
| ------------------ | ---- | ------ |
| Număr de persoane: | 608  | 615    |
| Diferență:         |      | +1,15% |